# Tara (Irtysch)
Die Tara (russisch Та́ра) ist ein 806 Kilometer langer rechter Nebenfluss des Irtysch in Westsibirien.

## Verlauf
Die Tara entspringt in etwa 140 m Höhe in der Sumpflandschaft Wassjuganje im südlichen Zentralteil des Westsibirischen Tieflandes, im Norden der Oblast Nowosibirsk unweit der Grenze zur Oblast Tomsk. Die Tara fließt in vorwiegend westlichen Richtungen, erreicht im Mittellauf die Oblast Omsk und wendet sich erst kurz vor der Mündung in nordwestliche Richtung. Auf ihrer gesamten Länge mäandriert die Tara in ihrer schwach ausgeprägten Talsenke stark. Sie mündet schließlich beim Dorf Ust-Tara, etwa 25 Kilometer südöstlich der nach ihr benannten Stadt Tara, die ursprünglich in der Nähe der Mündung gegründet und später verlegt wurde, in den Irtysch. Bedeutendster Nebenfluss ist der Maisas von rechts.

## Hydrographie
Das Einzugsgebiet der Tara umfasst 18.300 km². In Mündungsnähe erreicht der Fluss eine Breite von gut 50 Meter bei einer Tiefe bis 3 Meter; die Fließgeschwindigkeit beträgt hier 0,8 m/s.
Die Tara gefriert von Ende Oktober/November bis in die erste Maihälfte, wobei sie in strengen Wintern stellenweise bis zum Grund durchfrieren kann. Die Wasserführung bei Muromzewo, 108 Kilometer oberhalb der Mündung beträgt im Jahresdurchschnitt 42,1 m³/s bei einem Minimum von 10,0 m³/s im März und einem Maximum von 164 m³/s im Mai.

## Infrastruktur
Die Tara ist auf 365 Kilometern ab dem unterhalb der Einmündung des Maisas gelegenen Dorf Kyschtowka schiffbar.
Das von der Tara durchflossene Gebiet ist mit Ausnahme des Oberlaufes im Bereich der Wassjuganje-Sümpfe relativ dicht besiedelt. Die größten Orte am Fluss sind die Rajonverwaltungszentren Kyschtowka (Oblast Nowosibirsk; 5800 Einwohner, 2006) und Muromzewo (Siedlung städtischen Typs in der Oblast Omsk; 10.435 Einwohner, 2008). Die Orte entlang des Flusses sind durch Straßen verbunden; in Muromzewo wird der Fluss von der Straße gekreuzt, die von Omsk nach Sedelnikowo am nördlich etwa parallel zur Tara fließenden Ui führt und den Nordostteil der Oblast erschließt.